# Вильрих, Гуго
Гуго Вильрих (нем. Hugo Willrich; 20 августа 1867, Куммеров, округ Регенвальде, Пруссия, ныне Коморово, гмина Реско, Лобезский повят, Польша — 20 июня 1950, Гёттинген) — немецкий историк Древнего мира. Один из авторов энциклопедии «Паули-Виссова».

## Биография
Сын померанского дворянина-землевладельца. Окончил гимназию в Грайфенберге, в 1885—1887 гг. учился в Берлинском университете, затем перешёл в Гёттингенский университет, где среди его преподавателей был Ульрих фон Виламовиц-Мёллендорф. Окончив курс в 1890 году, он отбыл обязательную воинскую повинность и вернулся в Гёттинген, где в 1893 году защитил диссертацию об источниках по вопросу о заговоре Катилины.
Далее преподавал в Гёттингенском университете в должности приват-доцента, с 1914 г. — почётный профессор. Одновременно с 1904 г. преподавал в гёттингенской королевской гимназии. В годы Первой мировой войны находился на Западном фронте в чине лейтенанта, был ранен во Фландрии. В 1918 г. вернулся в университет и в гимназию. В 1920—1921 гг. заведовал кафедрой древней истории. С 1931 г. на пенсии.
Вильрих известен как автор первого в новейшей истории подробного исследования о Калигуле, опубликованного в 1903 г. в журнале Klio. В исследовании историк попытался реабилитировать Калигулу, избавив его от репутации жестокого тирана, но впоследствии специалисты сочли его аргументацию и доводы ненадёжными. Среди позднейших работ Вильриха — монография о Перикле (1938) и книга «Цицерон и Цезарь» (1943).
Вильрих придерживался националистических и ультраконсервативных взглядов, состоял в Немецкой национальной народной партии. Выпустил книгу «Появление антисемитизма» (нем. Die Entstehung des Antisemitismus; 1921). Антисемитские мотивы содержатся и в его монографии «Фальсификация источников в эллинистической еврейской литературе» (нем. Urkundenfälschung in der hellenistisch-jüdischen Literatur). Поддерживал различные антисемитские общественные инициативы, однако в НСДАП не вступил. Его сын Вольфганг Вилльрих, художник, был активным участником нацистских реформ в области изобразительного искусства, однако одна из дочерей, Ингеборг, школьная учительница, отказалась присягнуть Гитлеру и была уволена со своей должности.